# Herodes II Agripa
Herodes II Agripa -Herodes Agrippa, Ἡρώδης Ἀγρίππας- (27 dC - 99) fou un sobirà jueu fill d'Herodes I Agripa i de Xipros.
Fou educat a la cort de l'emperador Claudi del 41 al 44 i l'any 44, quan tenia només disset anys, morí el seu pare. Claudi no el va enviar a governar els dominis paterns, sinó que va confiar la regència al romà Cuspius Fadus, fins que al cap de poc el regne fou dissolt i Cuspius Fadus nomenat procurator (44-46).
El 48 va morir Herodes Pòlio, rei de Calcis, que tenia el dret de control sobre el temple de Jerusalem i el nomenament del gran sacerdot, i el regne fou cedit a Herodes II Agripa, amb 21 anys. El 52 li foren cedits per Claudi els territoris de la tetrarquia de Basan (Batanea, Auranítida i Traconítida) i l'Abilene, amb el títol de rei, i llavors va renunciar al regne de Calcis en un parent, el cosí Aristòbul Asmoneu. El 55 Neró va afegir al regne les ciutats de Tiberíades i Tariquea a Galilea i Julies i 40 llogarrets de la rodalia, a Perea.
Es va dedicar a embellir Jerusalem i a acabar el mur del Mont del Temple, un objectiu al qual va gastar molts diners, i també altres ciutats, com Beirut, tot i que quedaven fora dels seus dominis. La seva preferència per Beirut el va fer impopular; també va ajudar que va deposar i reposar als grans sacerdots a capritx, i altres fets més concrets.
Quan el poble estava a punt de revoltar-se contra Roma en la primera guerra judeoromana (68) va fer tot el possible per evitar l'aixecament i quant es va produir va fer costat als romans i fou ferit al setge de Gamala el 69. Ocupada Jerusalem l'any 70 es va traslladar amb la seva germana Berenice a Roma, on fou investit com a pretor. A la seva mort als setanta anys el regne fou annexionat a la Província romana de Síria.